# 彩名杏子
彩名 杏子 （あやな きょうこ、1981年4月15日 - ） は、日本の元AV女優。
趣味・ショッピング、特技・料理 （特にカレーライス）。

## プロフィール

### 略歴
- 2001年8月31日 - 『TAWAWA』でアリスJAPAN専属女優としてAVデビュー。
- 2002年9月20日 - 『Pure〜ピュア〜』でSODクリエイトよりセルデビュー。
- 2003年12月 - 引退。

### 受賞
- ビデオボーイAV大賞 2002 ナイスボディ賞
- 週刊プレイボーイ 真のNo.1エロ女優 2003

## 作品

### アダルトビデオ
2001年
- TAWAWA たわわ（8月31日、アリスJAPAN）
- Boobies（9月28日、アリスJAPAN）
- Chicchi-moming（10月30日、アリスJAPAN）
- TRY 1.2.3!（11月22日、アリスJAPAN）
- 恋の記憶!（12月23日、アリスJAPAN）

2002年
- the おっぱい星人（1月24日、KUKI）
- fの妄想（2月23日、KUKI）
- 濡らして、激しく（3月19日、KUKI）
- ウエイトレスは巨乳ちゃん（4月12日、宇宙企画）
- 堕天使X（5月12日、宇宙企画）
- 彩名杏子 多重人格の女（6月7日、トータル・メディア・エージェンシー （TMA））
- Pure〜ピュア〜（9月20日、SODクリエイト）
- 彩名杏子のおっぱいムギュ!（10月19日、SODクリエイト）
- 落ちた愛奴留〜Fカップレイプ〜（11月20日、SODクリエイト）
- 彩名杏子の超高級ソープ嬢（12月20日、SODクリエイト）

2003年
- 乳印プリン（1月10日、桃太郎映像出版）
- 超ー巨乳のアングル（2月1日、ワンズファクトリー）
- まるごと彩名杏子（2月20日、SODクリエイト）
- ビー・ジーン18（3月7日、桃太郎映像出版）
- フロムハート5（5月7日、桃太郎映像出版）
- 巨乳拉致監禁飼育（6月1日、MOODYZ）
- もしもこんな巨乳女教師がいたら（6月25日、マルクス兄弟）
- Angel 彩名杏子（7月8日、アイデアポケット）
- Wild Thing!9（8月8日、桃太郎映像出版）
- コスプレックス5（9月5日、桃太郎映像出版）
- 彩名杏子SPECIAL Peach Pictures（10月3日、桃太郎映像出版）
- 彩名杏子SPECIAL 私のオナニー手伝って!（9月5日、桃太郎映像出版）
- 彩名杏子SPECIAL 超高級宅配巨乳アイドル嬢（9月5日、桃太郎映像出版）
- 彩名杏子SPECIAL 痴憾（9月5日、桃太郎映像出版）
- 巨乳フェチアングル（12月5日、TMA）
- FACE65 彩名杏子（12月19日、アウダースジャパン）
- 巨乳フルーツ5（12月20日、ディープス）
- 彩名杏子四時間（12月26日、ミリオン）

2004年
- 最高のオナニーのために 21世紀オナニー（1月1日、MOODYZ）
- 超ー股間のアングル（1月1日、ワンズファクトリー）
- デジタルコカン（1月15日、マルクス兄弟）
- 彼女が巨乳（1月23日、オブテイン・フューチャー）
- 彩名杏子の巨乳を味わえ!!（1月23日、ミリオン）
- 超-巨乳のアングル（2月1日、ワンズファクトリー）
- スイカップ女子アナ危機一髪!!（2月5日、ディープス）
- なりきり24時間〜天空の花嫁〜（2月5日、アウダースジャパン）
- デジタルモザイクVol.030（2月15日、MOODYZ）
- 極上美乳タンク（2月15日、マルクス兄弟）
- 新任中出し女教師全裸授業（2月19日、アイエナジー）
- SENZURI MASTER（2月19日、忠実堂）
- 裏・彩名杏子（2月20日、ミリオン）
- 本能（2月23日、TMA）
- おっぱいづくし!（3月15日、MOODYZ）
- 彩名杏子 完全版（4月1日、ワンズファクトリー）
- 完全撮りおろしスーパースター4時間SPECIAL（4月23日、ミリオン）
- オナニー4時間 痴女優コレクション（7月23日、笠倉出版社）他多数出演
- フェライド おしゃぶりスペシャル（10月29日、笠倉出版社）他多数出演

2005年
- ひとりエッチ +（1月21日、桃太郎映像出版）他出演:黒崎扇菜、一色れな、早坂ひとみ、三浦沙耶香、桜朱音

2008年
- アリスピンクファイル 彩名杏子（5月9日、アリスPINK）
- 完全限定生産 SOFT ON DEMAND ClassicBox Platinum（10月9日、SODクリエイト）他出演:笠木忍、金沢文子、彩名杏子、桜菜々、三田友穂、樹若菜、森下くるみ、長瀬愛、堤さやか、宝来みゆき

（以下発売年、月不明）
- 働くお姉さん（ディープス）
- コスプレ彩名杏子（TMA）
- 女の口は嘘をつく（アウダースジャパン）

### パソコンソフト
- アダ打ち 彩名杏子（桃太郎映像出版）

## 書籍

### 写真集
- TAWAWA93 （双葉社 2002年4月5日発行 撮影・高橋生健）
- DELICIOUS～お好きなだけ召し上がれ～ （ぶんか社 2003年1月1日発行 撮影・田村浩章）
- 増刊 彩名杏子 （ジーオーティー 2003年12月1日発行）
- blue shot -彩名杏子引退写真集- （MCプレス）

### 雑誌
- 週刊プレイボーイ （集英社）
- ビデオボーイ （英知出版）
- Beppin （英知出版）
- Bejean （英知出版）
- ベストビデオ （三和出版）
- ベストビデオ スーパードキュメント （三和出版）
- TOP SPEED （サン出版）
- セレブ・ガールズ （マガジン・マガジン）
- URECCO （ミリオン出版・大洋図書）
- チョーマッハ!! （東京三世社）
- 月刊トップテンメイト （若生出版）
- トップビデオ （ダイアプレス）

## 出演

### テレビ
- ヴィーナス・フューチャー - 第1回 彩名杏子 （2003年10月、エンタ!371）

### イベント
- 彩名杏子ファン感謝イベント『一緒にイこうね』 （2003年1月11日）
- 彩名杏子石丸電気を歩く （2003年9月6日）
- 引退記念合同サイン会&握手会 彩名杏子･森高千春 （2003年12月）